# John Carew Pole

Sir John Carew Pole, 12. Baronet, 1944

Sir John Gawen Carew Pole, 12. Baronet (geborener Pole-Carew, * 4. März 1902 in London; † 26. Januar 1993 in St Germans) war ein britischer Offizier und Adliger.

## Herkunft und militärische Karriere

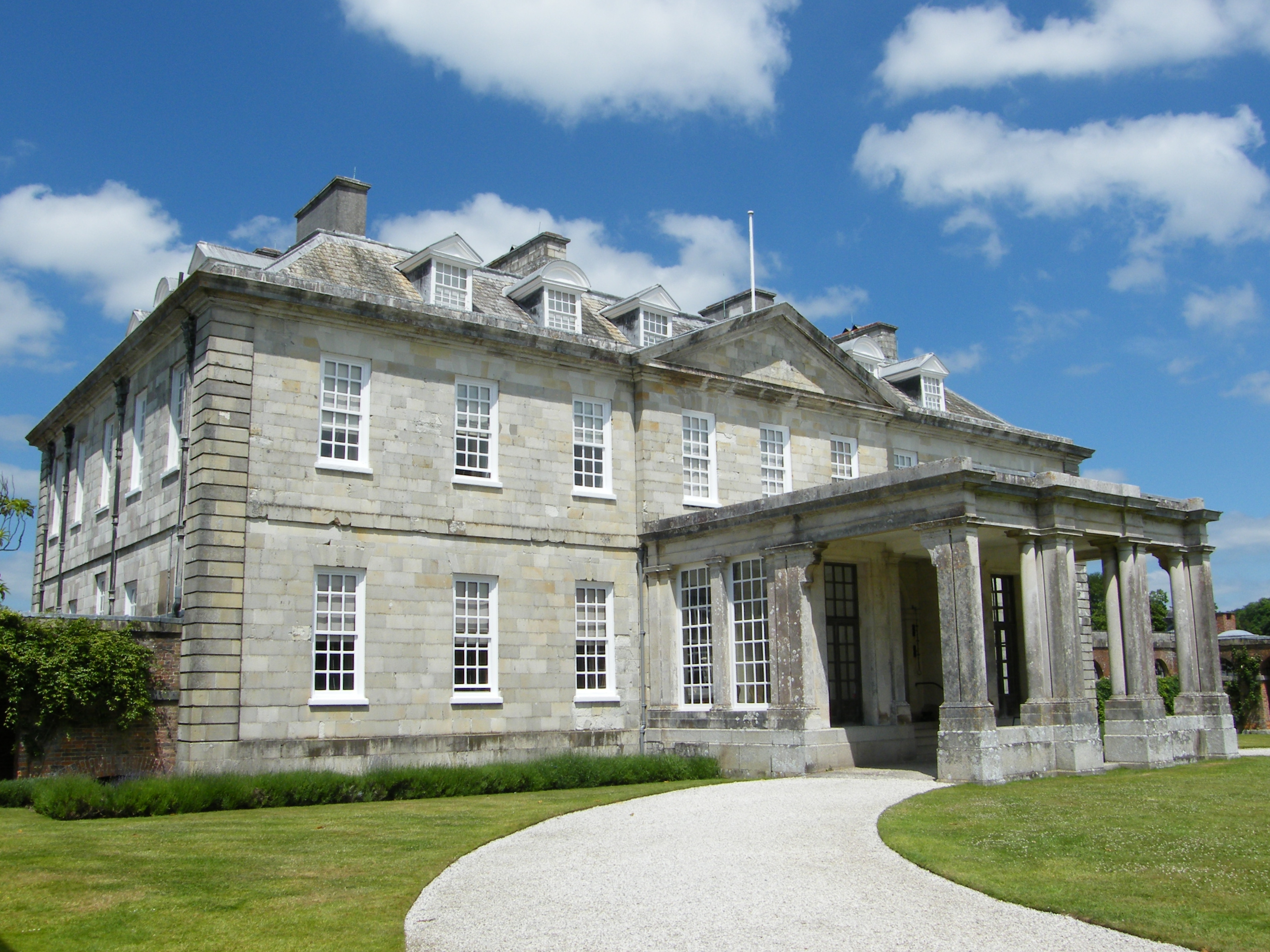
Der Familiensitz Antony House wurde 1961 von John Carew Pole dem National Trust übergeben

John Carew Pole wurde als John Pole-Carew als ältester Sohn des Generals Sir Reginald Pole-Carew aus dessen Ehe mit Lady Beatrice Pole-Carew, Tochter des James Butler, 3. Marquess of Ormonde, geboren. Er besuchte das Eton College und schlug anschließend eine Offizierslaufbahn ein. Er absolvierte das Royal Military College Sandhurst und diente ab 1923 bei den Coldstream Guards, wo bereits sein Vater als Offizier gedient hatte. Von 1924 bis 1925 war er Aide-de-camp des Oberbefehlshabers der britischen Streitkräfte in Indien, später diente er in der gleichen Funktion in Südafrika und in Palästina. 1939 nahm er seinen Abschied vom aktiven Dienst. Bei Beginn des Zweiten Weltkriegs wurde er Kommandeur des zur Territorial Army gehörenden 5. Bataillons der Duke of Cornwall’s Light Infantry. 1944 wurde er Kommandeur des 2. Bataillons des Devonshire Regiments, mit dem er im Juni 1944 an der Landung in der Normandie teilnahm. Anschließend stieß er mit dem Bataillon durch Frankreich, Belgien und die Niederlande bis nach Deutschland vor. Für seine Leistungen wurde er mentioned in Despatches und 1944 als Companion des Distinguished Service Order ausgezeichnet. Als Colonel diente Carew Pole dann bis Kriegsende in der Second Army. Nach Kriegsende schied er 1945 aus dem aktiven Dienst aus und war bis 1967 Honorary Colonel verschiedener Bataillone der Duke of Cornwall’s Light Infantry. 1946 erhielt er die Territorial Decoration. Von 1950 bis 1972 gehörte er dem Honourable Corps of Gentlemen at Arms an, davon seit 1968 als Standartenträger.

## Weiteres Leben
Von 1956 bis 1972 war Carew Pole Direktor der Lloyd’s Bank für Devon und Cornwall, daneben war er von 1969 bis 1973 im Vorstand von English China Clays, 1969 von Keith Prowse und von 1960 bis 1972 von Westward Television. Nach dem Tod seines Vaters hatte er 1924 Antony House und den Grundbesitz der Familie geerbt. Weiterhin erbte er nach dem Tod seines Cousins fünften Grades Frederick de la Pole im Februar 1926 Old und New Shute House in Devonshire und den Titel Baronet, of Shute House in the County of Devon, weshalb er am 28. Mai 1926 seinen Familiennamen zu Carew Pole änderte. Aus New Shute House ließ er die berühmte Bibliothek sowie zahlreiche Familienporträts der Familie Pole nach Antony House bringen. 1928 heiratete Carew Pole Cynthia Mary Burns, eine Großnichte des amerikanischen Bankiers J. P. Morgan. Sie erbte Möbel, chinesisches Porzellan und Gemälde, die sie ebenfalls nach Antony brachte. 1939 wurde Carew Pole Friedensrichter, von 1947 bis 1948 war er High Sheriff, ab 1947 Deputy Lieutenant und von 1962 bis 1977 Lord Lieutenant von Cornwall. Von 1946 bis 1962 gehörte er dem County Council von Cornwall an, davon seit 1950 als Vorsitzender. Von 1952 bis 1968 gehörte er dem Rat des Prince of Wales an, dazu übernahm er noch mehrere weitere Ämter und Funktionen. Von 1969 bis 1970 war er Gildemeister der Londoner Worshipful Company of Fishmongers. 1979 verlieh ihm die University of Exeter die Ehrendoktorwürde. Nach dem Zweiten Weltkrieg ließ Carew Pole den um die Jahrhundertwende von seinem Vater errichteten Anbau von Antony House abreißen, das Haus modernisieren und die Gartenanlagen vereinfachen. Bereits 1959 hatte er Old Shute House dem National Trust übergeben, 1961 übergab er auch Antony House mit dem Garten dem National Trust. Er behielt aber für sich und seine Familie das Wohnrecht in dem Herrenhaus. New Shute House, das seit 1933 als Mädchenschule genutzt worden war, wurde 1974 verkauft. 1983 zog Carew Pole in ein kleineres Haus in Cornwall und überließ seinem Sohn Richard Antony.

## Familie und Nachkommen
Aus seiner Ehe mit Cynthia Mary Burns, einer Tochter von Walter Spencer Morgan Burns, hatte Carew Pole einen Sohn und zwei Töchter:
- Elizabeth Carew Pole (* 1929), ⚭ 1953 David Cuthbert Tudway Quilter (1921–2007);
- Caroline Carew Pole (* 1933), ⚭ Hon. Paul Asquith (1927–1984), Sohn des Cyril Asquith, Baron Asquith of Bishopstone;
- Sir Richard Antony Carew Pole, 13. Baronet (1938–2024), ⚭ (1) 1966–1973 Hon. Victoria Marion Ann Lever, Tochter des Philip Lever, 3. Viscount Leverhulme, ⚭ (2) 1974 Mary Dawnay.

Nach dem Tod seiner Frau 1977 heiratete er 1979 in zweiter Ehe Joan Fulford, die Witwe des Major Jocelyn Arthur Persse (1913–⚔1942) und des Lieutenant-Colonel Anthony Fulford (1898–1969), Tochter des Rear-Admiral Charles Maurice Blackman. Die Ehe blieb kinderlos.